# George Owen
George Owen (1893, data de morte desconhecida) foi um ciclista britânico. Defendeu as cores do Reino Unido na prova de velocidade nos Jogos Olímpicos de 1924, em Paris.